# 肯特港 (紐約州)
肯特港（英語：Port Kent）是位於美國紐約州艾塞克斯縣的非建制地區。

## 歷史
肯特港的郵局自1826年營運至今。

## 地理
肯特港所處的海拔為高於海平面47米（即154英呎），而該地所採用的時區為UTC-5，即北美东部时区（EST）。同時該地設有夏令時間，為UTC-5調快一小時，即UTC-4（EDT）。